# Lottia alveus
Lottia alveus е изчезнал вид коремоного от семейство Lottiidae.

## Разпространение
Видът е бил разпространен в Лабрадор (Канада) и на на юг до Ню Йорк.